# Pteronotus parnellii
Pteronotus parnellii (Gray, 1843) è un pipistrello della famiglia  diffuso in America centrale, meridionale e nei Caraibi.

## Descrizione

### Dimensioni
Pipistrello di medie dimensioni, con la lunghezza della testa e del corpo tra 58 e 70 mm, la lunghezza dell'avambraccio tra 55 e 63 mm, la lunghezza della coda tra 18 e 25 mm, la lunghezza del piede tra 12 e 15 mm, la lunghezza delle orecchie tra 20 e 23 mm e un peso fino a 26 g.

### Aspetto
La pelliccia è lunga e densa. Le parti dorsali sono bruno-rossastre o grigiastre, mentre le parti ventrali sono più chiare. Il muso è corto ed appuntito, con dei lunghi peli sui lati del muso e una piccola piega cutanea sopra le narici. Le labbra sono rigonfie, quella inferiore è ricoperta di grosse papille verrucose. Gli occhi sono molto piccoli. Le orecchie sono strette, appuntite e separate tra loro, con il bordo anteriore che si proietta in avanti fino sul muso e l'antitrago basso che si estende fino all'angolo posteriore della bocca. Il trago è lungo circa un terzo del padiglione auricolare. Le membrane alari sono scure e attaccate posteriormente lungo la parte interna della tibia in prossimità del calcar, il quale è molto lungo. La coda è lunga e fuoriesce per circa la metà sulla superficie dorsale dell'ampio uropatagio. Il cariotipo è 2n=38 FNa=60.

### Ecolocazione
Emette ultrasuoni ad alto ciclo di lavoro sotto forma di impulsi di lunga durata a frequenza quasi costante a circa 60 kHz, con due componenti a rapido decadimento all'inizio ed alla fine.

## Biologia

### Comportamento
Si rifugia in gruppi di diverse centinaia di individui in grotte calde ed umide e miniere, spesso insieme ad altre specie di pipistrelli. L'attività predatoria inizia subito dopo il tramonto e si prolunga per circa 5-7 ore. Utilizzano i sentieri all'interno delle foreste come percorsi dove cacciare.

### Alimentazione
Si nutre di insetti, particolarmente lepidotteri e coleotteri.

### Riproduzione
Danno alla luce un piccolo alla volta a maggio. Gli accoppiamenti avvengono nel mese di gennaio.

## Distribuzione e habitat
Questa specie è diffusa in Belize, Guatemala, Honduras, El Salvador, Nicaragua, Panama, Colombia, Venezuela, Guyana, Suriname, Perù, Brasile, Bolivia, Cuba, Haiti, Repubblica Dominicana, Giamaica, Trinidad e Tobago.
Vive nelle zone aride e secche fino a 3.000 metri di altitudine.

## Tassonomia
Sono state riconosciute 9 sottospecie:
- P.p.parnellii: Cuba, Giamaica;
- P.p.fuscus (J. A. Allen, 1911): Nicaragua, Costa Rica, Panama, Colombia e Venezuela settentrionali;
- P.p.gonavensis (Koopman, 1955): isola di La Gonâve, lungo le coste occidentali di Haiti;
- P.p.mesoamericanus (J. D. Smith, 1972): Messico meridionale, Penisola dello Yucatán, Belize, Guatemala, Honduras, El Salvador;
- P.p.mexicanus (Miller, 1902): dagli stati messicani di Sonora e Tamaulipas fino agli stati di Oaxaca e Veracruz;
- P.p.paraguanensis (Linares & Ojasti, 1974): Penisola di Paraguana, Venezuela nord-occidentale;
- P.p.portoricensis (Miller, 1902): Porto Rico;
- P.p.pusillus (G. M. Allen, 1917): Hispaniola;
- P.p.rubiginosus (Wagner, 1843): Colombia orientale, Venezuela centrale e meridionale, Guyana, Suriname, Guyana francese, Brasile occidentale, Perù centro-orientale.

## Conservazione
La IUCN Red List, considerato il vasto areale, la popolazione presumibilmente numerosa, la presenza in diverse aree protette e la tolleranza alle modifiche ambientali, classifica P.parnellii come specie a rischio minimo (Least Concern)).